# گرمیچ
گرمیچ، روستایی است از توابع بخش لاله‌آباد شهرستان بابل در استان مازندران ایران.

## جمعیت
این روستا در دهستان لاله‌آباد قرار دارد و براساس سرشماری مرکز آمار ایران در سال ۱۳۸۵، جمعیت آن ۲۷۱ نفر (۶۲ خانوار) بوده‌است. جمعیت روستای گرمیچ در سال ۱۳۹۰ به ۲۷۰ نفر کاهش یافته‌است.